# Tharra trispinata
Tharra trispinata är en insektsart som beskrevs av Nielson 1982. Tharra trispinata ingår i släktet Tharra och familjen dvärgstritar. Inga underarter finns listade i Catalogue of Life.